# Морские лещи (род)
Морские лещи, или брамы (лат. Brama), — род лучепёрых рыб из семейства морских лещей. Распространены в умеренных, субтропических и тропических водах всех океанов. Морские пелагические рыбы. Максимальная длина тела представителей разных видов варьирует от 8,2 до 100 см.

## Описание
Нижние челюсти соприкасаются по всей длине, поэтому межжаберный промежуток не виден. Нет киля на брюхе. Задний край хвостового плавника чёрный. Спинной и анальный плавники покрыты чешуёй, в их основаниях чешуйки не образуют борозды, в которую могли бы складываться плавники.

## Классификация
В составе рода выделяют 8 видов:
- Brama australis Valenciennes, 1838
- Brama brama (Bonnaterre, 1788) — Атлантический морской лещ
- Brama caribbea Mead, 1972 — Карибский морской лещ
- Brama dussumieri Cuvier, 1831 — Морской лещ Дюссюмье
- Brama japonica Hilgendorf, 1878 — Японский морской лещ, или тихоокеанский морской лещ
- Brama myersi Mead, 1972 — Морской лещ Майерса
- Brama orcini Cuvier, 1831 — Тропический морской лещ
- Brama pauciradiata Moteki, Fujita & Last, 1995[5]